# Lonchocarpus acuminatus
Lonchocarpus acuminatus là một loài thực vật có hoa trong họ Đậu. Loài này được (Schltdl.) M.Sousa miêu tả khoa học đầu tiên.